# Hololepta perraudieri
Hololepta perraudieri är en skalbaggsart som beskrevs av Sylvain Auguste de Marseul 1857. Hololepta perraudieri ingår i släktet Hololepta och familjen stumpbaggar. Inga underarter finns listade i Catalogue of Life.